# Peter Schott, o Velho
Peter Schott, o Velho (1427-1504) (* Eysenrodt, perto de Dillenburg, 1427 † Estrasburgo, 8 de Agosto de 1504), foi um médico e proeminente chefe de estado alemão, uma alma que notabilizou-se pela sua generosidade e espírito público, e pelos serviços prestados à cidade de Estrasburgo. Era pai do teólogo, humanista e jurista Peter Schott, o Jovem (1458-1490).

## Biografia
Era filho de Claus Schott, proprietário de várias minas de ferro, e pai de 14 filhos e quatro filhas. Nessa época houve uma grande guerra sob o comando de Frederico Barba Ruiva, testemunhada pela história e contada pelas crônicas da época, que dividiu todos os filhos para terras longínquas e sob outros suseranos. Peter Schott chegou a Estrasburgo em 1449. Adquiriu cidadania através do casamento, entrou para a política em 1465 e se tornou um dos maiores chefes de estado de Estrasburgo. Por quatro vezes foi eleito "ammeister", ou magistrado-chefe, em 1470, 1476, 1482 e 1844, e comandou as forças armadas da República na guerra contra Carlos, o Temerário (1433-1477). Era também conhecido por ser um grande apaixonado por cartas e pelas artes. Com frequência convidava pessoas cultas até sua casa e fez uma doação para a biblioteca da catedral. Seu irmão, o escultor Friedrich, era pai do impressor Martin Schott († 22 de Janeiro de 1499).
Foi Schott quem convenceu Johann Geiler von Kaysersberg (1445-1510) a desistir da vida de eremita e a aceitar um cargo de pregador em Estrasburgo.
Em 1474, tomou parte no julgamento e execução do governador de Burgúndia Peter von Hagenbach (1420-1474)
Em 1482, presidiu a conclusão das revoltas das alianças de Estrasburgo e a última revisão da constituição da cidade antes de 1989. A carta juramental cívica de 1482 foi uma herança dos vários procedimentos reconhecidos, ao qual os oficiais municipais prometiam obediência todos os anos até a Revolução Francesa.
Schott foi casado com Susanna von Collen, com quem teve cinco filhos.